# Psaroú
Psaroú (Psarou) är en ort i Grekland.   Den ligger i prefekturen Nomós Zakýnthou och regionen Joniska öarna, i den sydvästra delen av landet, 250 km väster om huvudstaden Aten. Psaroú ligger 1 meter över havet och antalet invånare är 164. Den ligger på ön Zakynthos.
Terrängen runt Psaroú är platt österut, men åt sydväst är den kuperad. Havet är nära Psaroú åt nordost. Runt Psaroú är det ganska tätbefolkat, med 78 invånare per kvadratkilometer. Närmaste större samhälle är Zákynthos, 9,3 km sydost om Psaroú. Trakten runt Psaroú består till största delen av jordbruksmark.